# Rock (condado de Rock, Wisconsin)
Rock es un pueblo ubicado en el condado de Rock en el estado estadounidense de Wisconsin. En el Censo de 2010 tenía una población de 3.196 habitantes y una densidad poblacional de 45,16 personas por km².

## Geografía
Rock se encuentra ubicado en las coordenadas 42°37′38″N 89°4′57″O / 42.62722, -89.08250. Según la Oficina del Censo de los Estados Unidos, Rock tiene una superficie total de 70.77 km², de la cual 69.29 km² corresponden a tierra firme y (2.09%) 1.48 km² es agua.

## Demografía
Según el censo de 2010, había 3.196 personas residiendo en Rock. La densidad de población era de 45,16 hab./km². De los 3.196 habitantes, Rock estaba compuesto por el 93.24% blancos, el 1.97% eran afroamericanos, el 0.16% eran amerindios, el 0.34% eran asiáticos, el 0% eran isleños del Pacífico, el 2.85% eran de otras razas y el 1.44% pertenecían a dos o más razas. Del total de la población el 4.94% eran hispanos o latinos de cualquier raza.